# Fotobiología
La fotobiología es el estudio científico de las interacciones entre la radiación no-ionizante (ej. luz visible, radiación ultravioleta) y los seres vivos.
El enfoque ecológico incluye estudios sobre los efectos de la radiación solar sobre los diversos ecosistemas y organismos.
El sol provee, en forma de radiación electromagnética, la fuente de energía para el funcionamiento de todos los ecosistemas terrestres y acuáticos, basados en la producción de materia orgánica a través del proceso de fotosíntesis. La radiación solar, por lo tanto, es determinante para regular los ciclos naturales (estaciones, día-noche) así como otros factores (estratificación de los árboles, distribución vertical en la columna de agua, etc.). Sin embargo, esta misma radiación que hace posible la vida sobre la tierra puede ser perjudicial en ciertas circunstancias, especialmente una parte de esta radiación, la llamada radiación ultravioleta (RUV, 280-400 nm). Los organismos que fotosintetizan son los primeros en ser afectados, ya que ellos reciben la radiación solar y representan el primer punto de la red trófica. Sin embargo, los efectos de la RUV han sido dectectados también en bacterias, zooplancton, macroalgas, corales, peces, etc.